# Акияма, Тэруо
Тэруо Акияма (яп. 秋山 輝男 Акияма Тэруо, 16 сентября 1891, Кумамото — 6 июля 1943, Соломоновы острова) — вице-адмирал Императорского флота Японии времён Второй мировой войны.

## Биография
Родился в 1891 году в префектуре Кумамото (Япония). Окончил военно-морскую академию. Акияма сделал карьеру на флоте и выслужился в офицеры из нижних чинов. В 1918 году получил звание лейтенанта, некоторое время прослужил на подводных лодках, а с 1924 года командовал эсминцем; звание капитана получил много позже.
Участвовал в захвате Алеутских островов, откуда затем был эвакуирован японским флотом. Контр-адмиральское звание получил 1 ноября 1942 года.
Погиб в морском сражении в районе Соломоновых островов 6 июля 1943 года, когда его эсминец «Ниидзуки» был потоплен залпами американских кораблей. Посмертно получил звание вице-адмирала.